# Pierre-Bénite
Pierre-Bénite és un municipi francès, situat a la metròpoli de Lió i a la regió de Alvèrnia - Roine-Alps. L'any 2007 tenia 9.953 habitants.

## Demografia

### Població
El 2007 la població de fet de Pierre-Bénite era de 9.953 persones. Hi havia 3.783 famílies de les quals 1.170 eren unipersonals (507 homes vivint sols i 663 dones vivint soles), 915 parelles sense fills, 1.231 parelles amb fills i 467 famílies monoparentals amb fills.
La població ha evolucionat segons el següent gràfic:
Habitants censats

### Habitatges
El 2007 hi havia 4.085 habitatges, 3.885 eren l'habitatge principal de la família, 15 eren segones residències i 185 estaven desocupats. 1.464 eren cases i 2.577 eren apartaments. Dels 3.885 habitatges principals, 2.174 estaven ocupats pels seus propietaris, 1.626 estaven llogats i ocupats pels llogaters i 85 estaven cedits a títol gratuït; 158 tenien una cambra, 351 en tenien dues, 1.087 en tenien tres, 1.359 en tenien quatre i 931 en tenien cinc o més. 2.593 habitatges disposaven pel capbaix d'una plaça de pàrquing. A 2.032 habitatges hi havia un automòbil i a 1.115 n'hi havia dos o més.

### Piràmide de població
La piràmide de població per edats i sexe el 2009 era:
| Homes | Edats   | Dones |
| ----- | ------- | ----- |
| 0     | 95 o +  | 4     |
| 4     | 90 a 94 | 32    |
| 24    | 85 a 89 | 52    |
| 32    | 80 a 84 | 68    |
| 172   | 75 a 79 | 140   |
| 136   | 70 a 74 | 184   |
| 148   | 65 a 69 | 216   |
| 244   | 60 a 64 | 236   |
| 240   | 55 a 59 | 284   |
| 336   | 50 a 54 | 292   |
| 328   | 45 a 49 | 320   |
| 300   | 40 a 44 | 352   |
| 400   | 35 a 39 | 404   |
| 364   | 30 a 34 | 372   |
| 376   | 25 a 29 | 352   |
| 340   | 20 a 24 | 328   |
| 384   | 15 a 19 | 432   |
| 380   | 10 a 14 | 312   |
| 428   | 5 a 9   | 380   |
| 276   | 0 a 4   | 312   |

## Economia
El 2007 la població en edat de treballar era de 6.404 persones, 4.487 eren actives i 1.917 eren inactives. De les 4.487 persones actives 3.908 estaven ocupades (1.993 homes i 1.915 dones) i 579 estaven aturades (324 homes i 255 dones). De les 1.917 persones inactives 525 estaven jubilades, 679 estaven estudiant i 713 estaven classificades com a «altres inactius».

### Ingressos
El 2009 a Pierre-Bénite hi havia 3.933 unitats fiscals que integraven 10.162,5 persones, la mediana anual d'ingressos fiscals per persona era de 16.529 €.

### Activitats econòmiques
Dels 458 establiments que hi havia el 2007, 7 eren d'empreses extractives, 8 d'empreses alimentàries, 5 d'empreses de fabricació de material elèctric, 25 d'empreses de fabricació d'altres productes industrials, 66 d'empreses de construcció, 128 d'empreses de comerç i reparació d'automòbils, 19 d'empreses de transport, 24 d'empreses d'hostatgeria i restauració, 5 d'empreses d'informació i comunicació, 14 d'empreses financeres, 15 d'empreses immobiliàries, 44 d'empreses de serveis, 69 d'entitats de l'administració pública i 29 d'empreses classificades com a «altres activitats de serveis».
Dels 113 establiments de servei als particulars que hi havia el 2009, 1 era una oficina de correu, 6 oficines bancàries, 2 funeràries, 10 tallers de reparació d'automòbils i de material agrícola, 2 tallers d'inspecció tècnica de vehicles, 2 autoescoles, 9 paletes, 18 guixaires pintors, 12 fusteries, 11 lampisteries, 6 electricistes, 2 empreses de construcció, 11 perruqueries, 1 veterinari, 15 restaurants, 2 agències immobiliàries, 2 tintoreries i 1 saló de bellesa.
Dels 43 establiments comercials que hi havia el 2009, 4 eren supermercats, 2 grans superfícies de material de bricolatge, 1 una botiga de més de 120 m², 3 botiges de menys de 120 m², 8 fleques, 6 carnisseries, 2 botigues de congelats, 5 llibreries, 4 botigues de roba, 2 botigues d'equipament de la llar, 2 sabateries, 1 una botiga de mobles, 1 una perfumeria i 2 floristeries.
L'any 2000 a Pierre-Bénite hi havia 3 explotacions agrícoles.

## Equipaments sanitaris i escolars
El 2009 hi havia 1 hospital de tractaments de curta durada, 1 hospital de tractaments de mitja durada (seguiment i rehabilitació), 1 un hospital de tractaments de llarga durada, 2 psiquiàtrics, 1 centre d'urgències, 1 maternitat, 1 centre de salut, 4 farmàcies i 2 ambulàncies.
El 2009 hi havia 3 escoles maternals i 2 escoles elementals. Pierre-Bénite disposava d'un col·legi d'educació secundària amb 298 alumnes.

## Poblacions més properes
El següent diagrama mostra les poblacions més properes.